# Masdar (azienda)
Masdar (arabo:مصدر), o anche: Abu Dhabi Future Energy Company, è un'azienda di energie rinnovabili fondata nel 2006 con sede ad Abu Dhabi (Emirati Arabi Uniti), e filiale di Mubadala Development Company.
La missione dell'azienda è di investire in energia rinnovabile e tecnologie pulitead Abu Dhabi e nel mondo per un ritorno finanziario e sociale.
L'azienda fa parte dei numerosi sforzi dell'emirato per diversificare la sua economia.
Il suo modello d'affari unisce una approfondita educazione e ricerca  elo sviluppo di progetti di energia rinnovabile a larga scala e comunità sostenibili. 
Masdar è composta da 3 unità: g Masdar Clean Energy, Masdar City, e Masdar Capital.